# Muzaffarpur
Muzaffarpur là một thành phố và là nơi đặt hội đồng thành phố (municipal corporation) của quận Muzaffarpur thuộc bang Bihar, Ấn Độ.

## Địa lý
Muzaffarpur có vị trí 26°07′B 85°24′Đ / 26,12°B 85,4°Đ Nó có độ cao trung bình là 47 mét (154 feet).

## Nhân khẩu
Theo điều tra dân số năm 2001 của Ấn Độ, Muzaffarpur có dân số 305.465 người. Phái nam chiếm 54% tổng số dân và phái nữ chiếm 46%. Muzaffarpur có tỷ lệ 70% biết đọc biết viết, cao hơn tỷ lệ trung bình toàn quốc là 59,5%: tỷ lệ cho phái nam là 75%, và tỷ lệ cho phái nữ là 65%. Tại Muzaffarpur, 13% dân số nhỏ hơn 6 tuổi.